# Kalapasawit
Kalapasawit is een bestuurslaag in het regentschap Ciamis van de provincie West-Java, Indonesië. Kalapasawit telt 3568 inwoners (volkstelling 2010).